# Melaniparus
Melaniparus és un gènere d'ocells de la família dels pàrids (Paridae ).

## Taxonomia
Segons la Classificació del Congrés Ornitològic Internacional (versió 13.1, 2022) aquest gènere està format per 15 espècies:
- Melaniparus guineensis - mallerenga negra ullclara.
- Melaniparus leucomelas - mallerenga negra alablanca.
- Melaniparus niger - mallerenga negra meridional.
- Melaniparus carpi - mallerenga negra de Carp.
- Melaniparus albiventris - mallerenga negra ventreblanca.
- Melaniparus leuconotus - mallerenga negra dorsiblanca.
- Melaniparus funereus - mallerenga funesta (Melaniparus).
- Melaniparus rufiventris - mallerenga ventre-rogenca.
- Melaniparus pallidiventris - mallerenga encaputxada.
- Melaniparus fringillinus - mallerenga collrogenca.
- Melaniparus fasciiventer - mallerenga del Rwenzori.
- Melaniparus thruppi - mallerenga de Somàlia.
- Melaniparus griseiventris - mallerenga del miombo.
- Melaniparus cinerascens - mallerenga cendrosa.
- Melaniparus afer - mallerenga bruna.